# Kârgâzstan

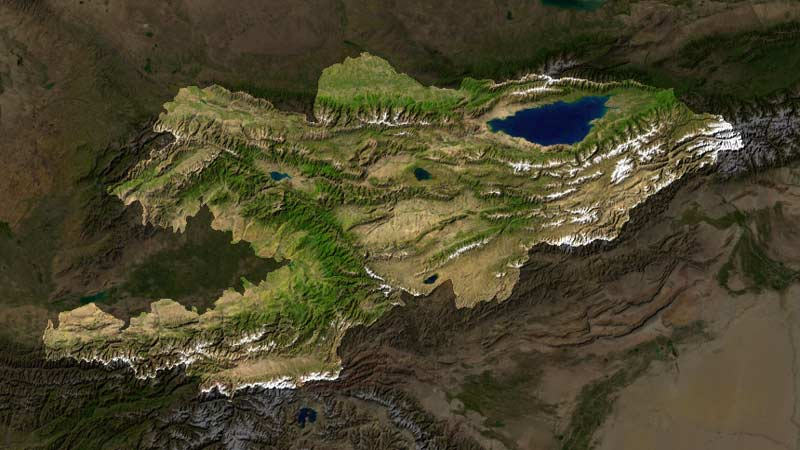
Kârgâzstan (vedere din satelit)

Republica Kârgâză (sau Kârgâzstan, denumire scrisă uneori cu î în loc de â, sau sub formele Kirghizstan, Kirghiztan; în kirghiză Кыргызстан, în rusă Киргизия) este o țară din Asia Centrală. Se învecinează la nord cu Kazahstanul, la vest cu Uzbekistanul, la est cu China, iar în sud-vest cu Tadjikistanul. Kârgâzstanul este un stat fără ieșire la mare și muntos. Capitala este Bișkek. Kârgâzstanul făcea parte din Uniunea Sovietică până în 1991, când a devenit independent. Țara a rămas relativ stabilă în anii 1990, deși a devenit din ce în ce mai autocratică și autoritară în ultimii ani ai regimului lui Askar Akaev. 
În 2005, situația politică a devenit instabilă și țara a trecut printr-o revoluție rapidă (Revoluția Lalelelor), care a dus la demiterea președintelui Akaiev (24 martie 2005, iar locul acestuia este luat de Kurmanbek Bakiev, în 10 iulie 2005, în urma alegerilor prezidențiale. Însă în primăvara lui 2010, situația din Kârgâzstan se deteriorează, culminând cu demisia lui Bakiev la 13 aprilie 2010. Locul acestuia este luat de ministrul de externe Roza Otunbaieva. În urma alegerilor prezidențiale desfășurate la 30 octombrie 2011, președinte al Kârgâzstanului a devenit Almazbek Atambaiev, liderul Partidului Social Democrat Kârgâz, acesta depunând jurământul pe 1 decembrie 2011. Actualul președinte al țării este, începând cu 24 noiembrie 2017, Sooronbai Jeenbekov, ales la 16 octombrie 2017

## Istorie

### Istoria veche
Statul kirghiz a atins întinderea teritorială maximă după înfrângerea Hanatului Uigurilor în 840 e.n. După aceea, kirghizii au avansat până la munții Tian-Șan și au dominat acel teritoriu timp de aproximativ 200 de ani.
În secolul al XII-lea, însă, dominația kirghiză s-a limitat la munții Altai și munții Saian din cauza expansiunii mongolilor. Odată cu creșterea Imperiului Mongol în secolul al XIII-lea, kirghizii au migrat spre sud, dar au fost cuceriți de Ginghis Han în 1207.
Izvoarele chinezești și musulmane din secolele al VII-lea–al XII-lea descriu pe vechii kirghizi ca fiind oameni cu păr roșcat, pielea albă și ochi albaștri, trăsături ce au fost interpretate ca sugerând origini slave. Dat fiind că aceste studii au fost publicate în perioada sovietică, originea slavă a poporului kirghiz nu beneficiază de multă credibilitate Din cauza migrărilor, cuceririlor, căsătoriilor mixte și asimilării, numeroase grupuri etnice kirghize care locuiesc astăzi Asia Centrală și de Sud-Vest au origini amestecate, provenite adesea din fragmente ale numeroaselor triburi diferite, deși vorbesc limbi similare.

### Influența rusească
La începutul secolului al XIX-lea, partea sudică a ceea ce este astăzi Kârgâzstan a fost cucerită de Hanatul Kokand. Teritoriul, denumit în rusă Kirgizia, a fost inclus oficial în Imperiul Rus în 1876. Cucerirea rusească a fost întâmpinată cu revolte împotriva autorității țariste, și mulți kirghizi au ales să se refugieze în Munții Pamir și în Afganistan.
Reprimarea revoltei din 1916 din Asia Centrală a determinat emigrarea multor kirghizi în China. Întrucât numeroase alte grupuri etnice din regiune au ajuns să trăiască în mai multe state învecinate într-o vreme când frontierele erau mai permeabile și mai puțin reglementate, trecerea înainte sau înapoi peste munți era frecventă, în funcție de țara în care viața era considerată a fi mai bună.

### Perioada sovietică

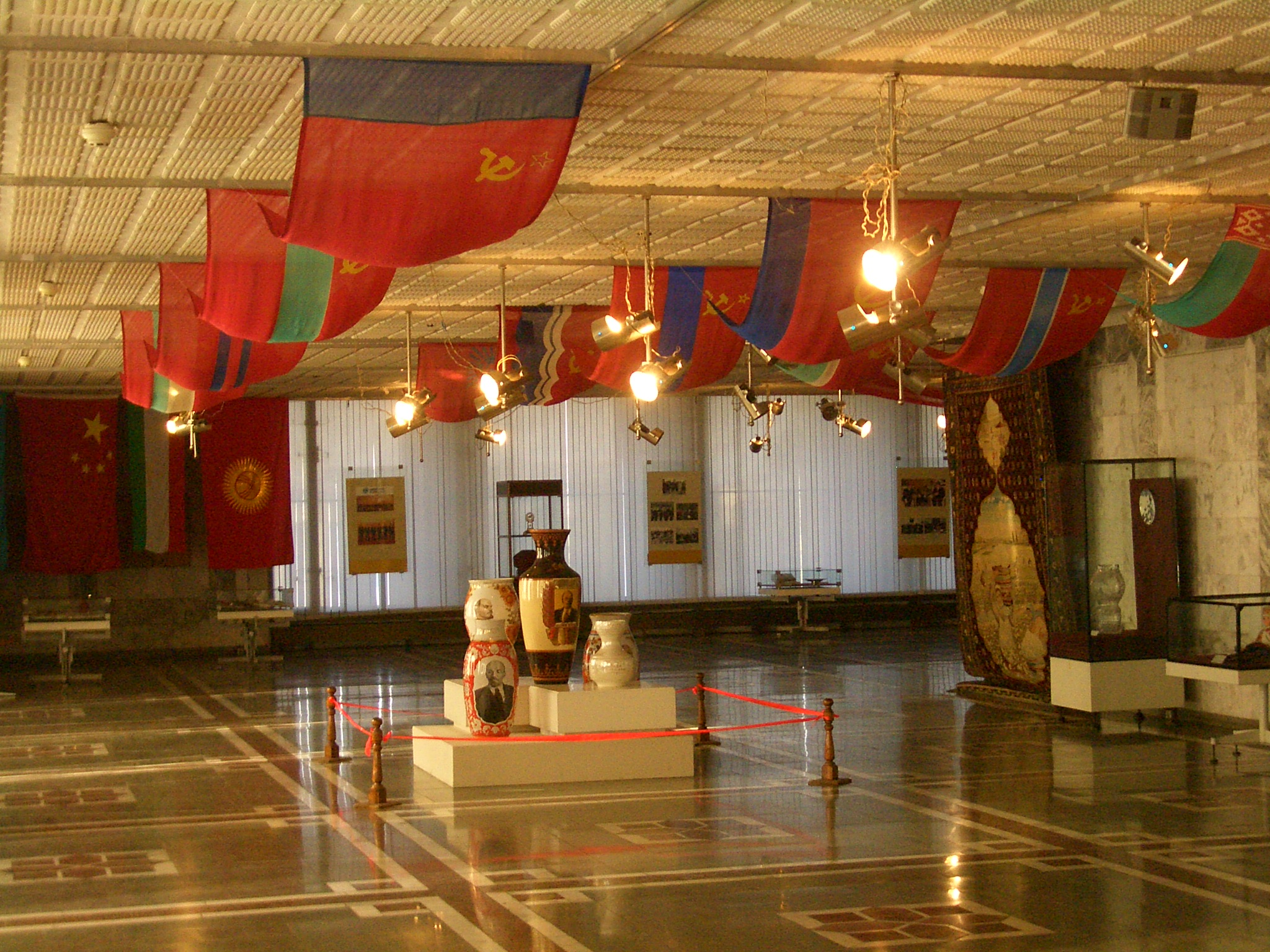
Exponate din fostul Muzeu Lenin (astăzi parte a Muzeului Național) care sărbătoreau apartenența Kirghiztanului la Uniunea Sovietică

Puterea sovietică a fost instaurată în regiune în 1919, fiind înființată Provincia Autonomă Kara-Kirghiz în cadrul RSFS Rusă (termenul de Kara-Kirghiz a fost utilizat în anii 1920 pentru a face distincția între acest popor și kazahi, care erau atunci denumiți tot kirghizi). La 5 decembrie 1936, s-a înființat Republica Sovietică Socialistă Kirghiză ca republică a Uniunii Sovietice cu drepturi depline.
În anii 1920, viața culturală, educativă și socială a Kârgâzstanului s-a dezvoltat considerabil. Analfabetismul a fost drastic redus, și a fost impusă limba rusă. Multe aspecte ale culturii naționale kirghize au fost păstrate în ciuda suprimării activității naționaliste în timpul lui Stalin.
Primii ani de glasnost nu au avut efecte asupra climatului politic din Kârgâzstan. Cu toate acestea, presa republicii a putut adopta idei mai liberale, iar Uniunea Scriitorilor a înființat o nouă publicație, Literaturnî Kirghizstan. Grupurile politice neoficiale au rămas interzise, dar în 1989 s-au putut înființa organizații pentru tratarea problemei lipsei locuințelor.
În 1989 au apărut proteste împotriva politicii discriminatorii a guvernului sovietic, care se manifestau prin îndepărtarea etnicilor kirghizi din marile orașe și colonizarea cu ruși sau cu locuitori din alte zone ale Uniunii Sovietice (conform ultimului recensământ sovietic din 1989, etnicii kirghizi reprezentau aproximativ 22% din populația orașului Frunze (Bișkek), peste 60% fiind ruși, ucraineni și oameni din alte țări slave. Kârgâzstanul a fost cea mai rusificată republică a URSS, conform acestui recensământ, peste 36% din cetățenii kirghizi declarând rusa ca prima lor limbă).
În iunie 1990, tensiunile etnice între uzbeci și kirghizi au ieșit la suprafață în Provincia Oș, unde uzbecii erau majoritari. Au izbucnit confruntări violente, care au durat până în august 1990.Până în 1990, Mișcarea Democratică din Kârgâzstan (KDM) devenise o forță politică susținută în Parlament. Askar Akaev, președintele liberal al Academiei Kirghize de Științe, a fost ales președinte în octombrie 1990. În ianuarie 1991, Akaev a reformat structurile guvernamentale și a numit un nou guvern compus mai ales din politicieni tineri și reformiști.
În decembrie 1990, Sovietul Suprem a votat schimbarea denumirii republicii în Republica Kârgâzstan. În februarie 1991, numele capitalei, Frunze, a fost schimbat înapoi la vechiul nume Bișkek. În ciuda acestor schimbări de formă, realitățile economice lucrau împotriva secesiunii față de URSS. Într-un referendum privind păstrarea Uniunii Sovietice în martie 1991, 88,7% din votanți au aprobat propunerea de a păstra Uniunea Sovietică sub forma unei „federații înnoite”.
La 19 august 1991, când Comitetul de Stat de Urgență a preluat puterea la Moscova, a fost o tentativă de a-l înlătura de la putere pe Akaev din Kârgâzstan. După eșecul loviturii de stat, Akaev și vicepreședintele German Kuznețov și-au anunțat demisiile din Partidul Comunist al Uniunii Sovietice, împreună cu întregul birou și secretariat. După aceasta, Sovietul Suprem a votat pentru declararea independenței la 31 august 1991.

### Independența
În octombrie 1991, Akaev a candidat fără adversari și a fost ales președinte al noii republici independente prin vot direct, și a primit 95% din voturi. Împreună cu reprezentanții a șapte alte republici, el a semnat Tratatul Noii Comunități Economice. În cele din urmă, la 21 decembrie 1991, Kârgâzstan, împreună cu celelalte foste republici sovietice din Asia Centrală, a aderat la Comunitatea Statelor Independente. Kârgâzstan a obținut independența deplină în 25 decembrie 1991. A doua zi, pe 26 decembrie 1991, Uniunea Sovietică a încetat să mai existe. În 1992, Kârgâzstan a aderat la ONU și la OSCE.
„Revoluția Lalelelor”, de după alegerile parlamentare din martie 2005, l-a obligat pe președintele Akaev să demisioneze la 4 aprilie 2005. Liderii opoziției au format o coaliție și un nou guvern condus de președintele Kurmanbek Bakiev și de primul ministru Feliks Kulov.
Stabilitatea politică a rămas subțire, însă, diferite grupări și facțiuni suspectate de legături cu crima organizată dând lupte pentru putere. Trei dintre cei 75 de membri ai Parlamentului aleși în martie 2005 au fost asasinați, și alt parlamentar a fost asasinat la 10 mai 2006 la scurt timp după ce a câștigat locul în Parlament al fratelui său în alegeri parțiale. Printre problemele principale din Kârgâzstan se numără privatizarea întreprinderilor de stat, expansiunea influenței occidentale, relațiile interetnice și terorismul.
La 6 aprilie 2010, au izbucnit revolte în orașul Talas, și s-au răspândit a doua zi în capitala Bișkek. Birourile președintelui Kurmanbek Bakiev au fost atacate, precum și posturile de radio și televiziune de stat. Ca rezultat, Bakiev a declarat stare de urgență. Cel puțin 40 de oameni au murit ca rezultat al luptelor cu poliția. Guvernul a demisionat și s-a înființat un guvern provizoriu condus de fosta ministră de externe Roza Otunbaeva.

## Geografia

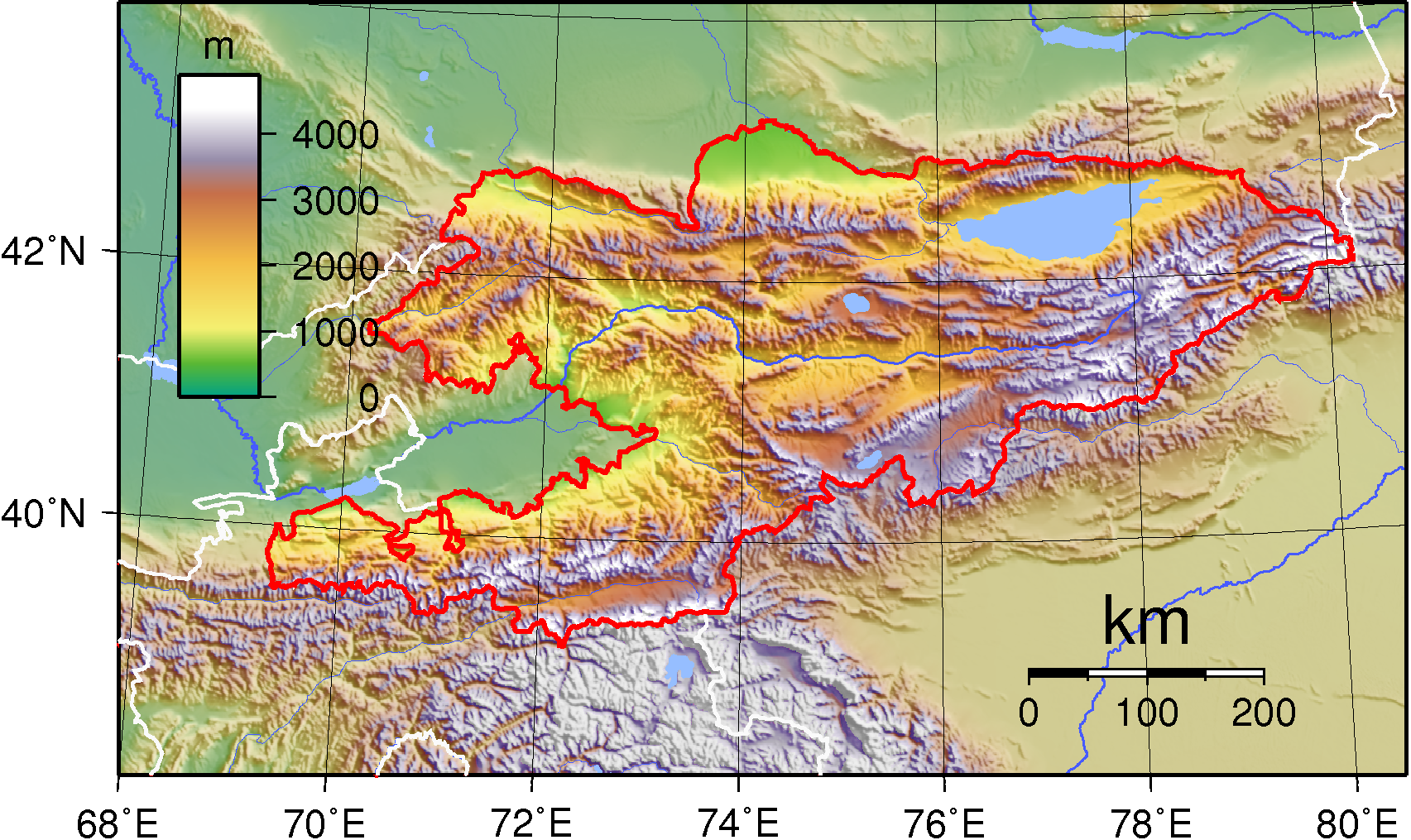
Harta fizică a Kârgâzstanului

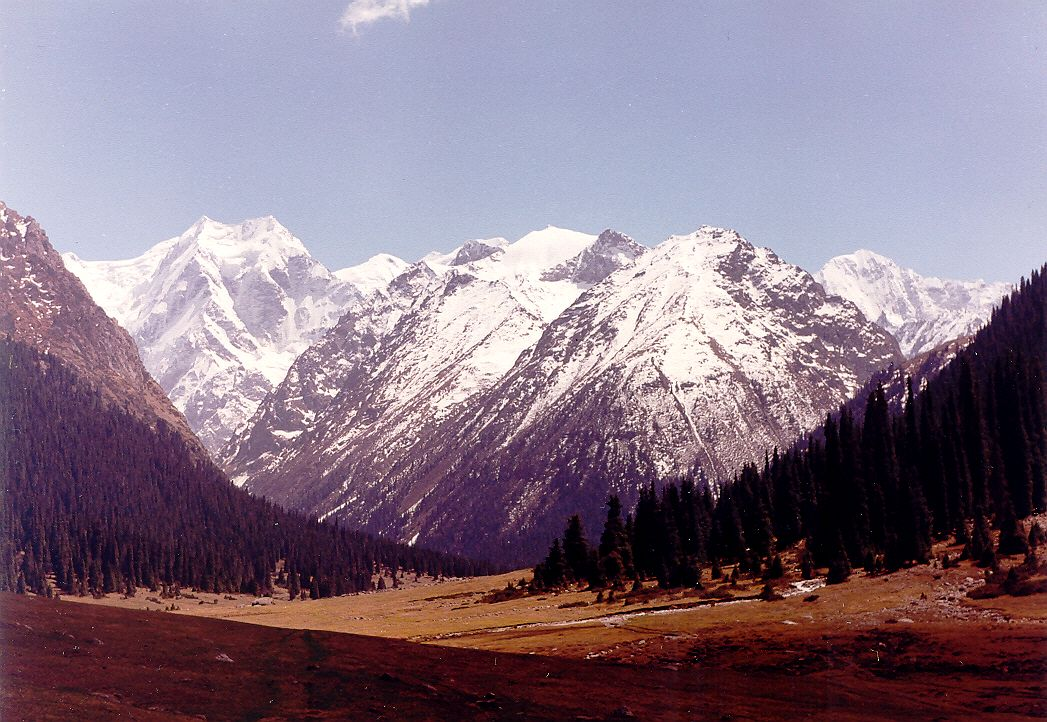
Munții Tian Shan din Kârgâzstan.

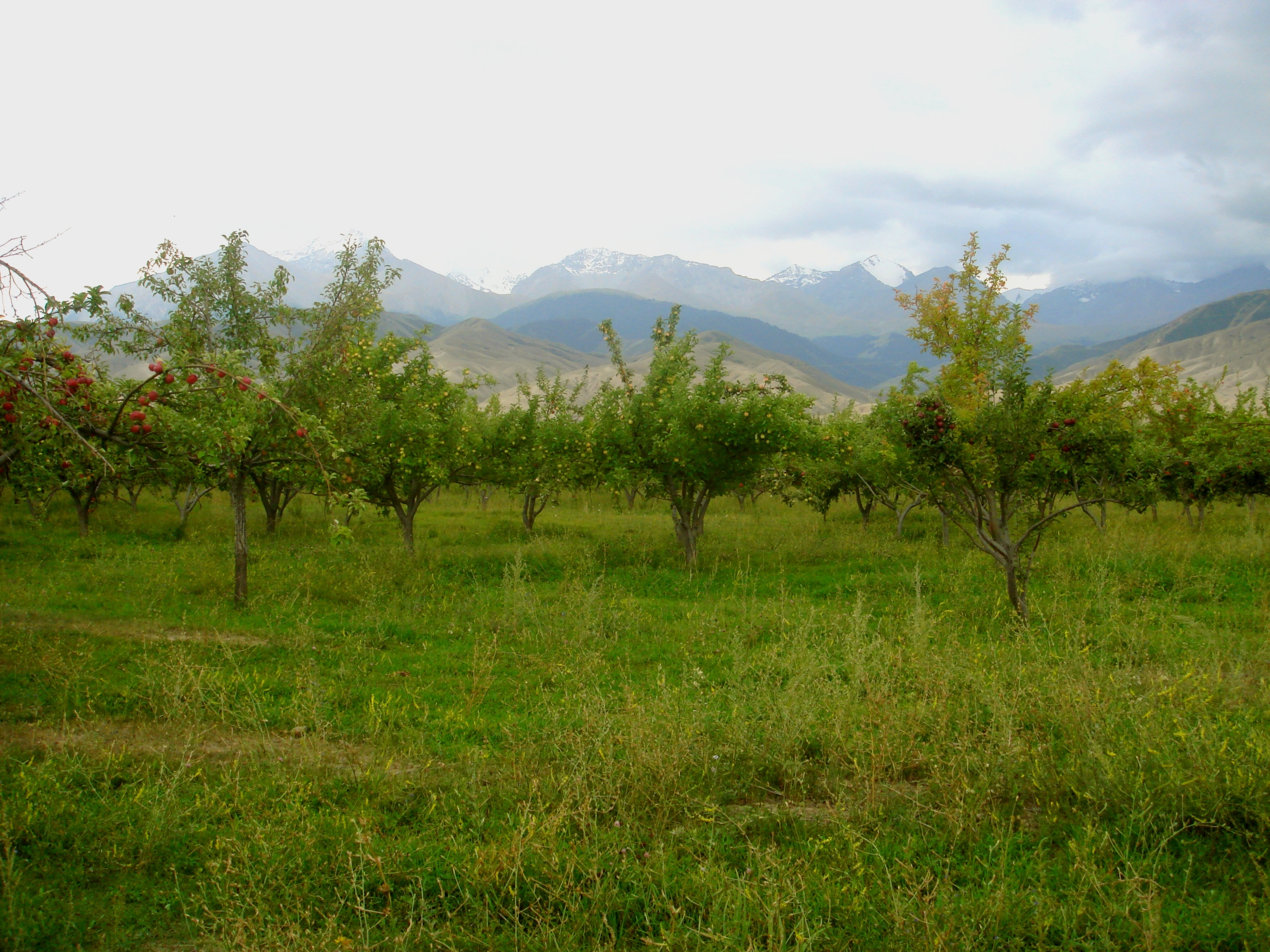
Livadă în provincia Issîk Kul.

Kârgâzstan este o țară fără ieșire la mare aflată în Asia Centrală, învecinată cu Kazahstan, China, Tadjikistan și Uzbekistan. Regiunea muntoasă Tian Shan acoperă peste 80% din suprafața țării (Kârgâzstan este uneori denumit „Elveția Asiei Centrale”, din această cauză), restul fiind formată din văi ale râurilor.
Lacul Issîk-Kul din nord-estul munților Tian Shan este cel mai mare lac din Kârgâzstan și al doilea lac montan ca suprafață din lume după Titicaca. Cele mai înalte vârfuri muntoase se află în masivul Kakșaal-Too, de la granița cu China. Vârful Jengiș Ciokusu, la 7.439 m, este cel mai înalt punct al țării. Căderile masive de zăpadă din timpul iernii duc adesea la inundații primăvara.
Kârgâzstanul deține resurse de metale, printre care aur și metale rare. Din cauza terenului predominant muntos, sub 8% din pământ este cultivat, acesta fiind concentrat în zonele joase din nord și pe Valea Fergana. Orașul nordic Bișkek este capitala și cel mai mare oraș, cu aproximativ 900.000 de locuitori (în 2005). Al doilea oraș este vechiul oraș Oș, aflat în Valea Fergana lângă granița cu Uzbekistan. Principalul râu este Kara Daria, care curge spre vest prin Valea Fergana înspre Uzbekistan, țară pe teritoriul căruia se află confluența lui cu un alt important râu kirghiz, Narînul.
Dincolo de confluență, se formează râul Sîr Daria, care se vărsa în Lacul Aral. Apele sale au fost însă dirijate în întregime spre irigarea plantațiilor de bumbac din Tadjikistan, Uzbekistan și din sudul Kazahstanului. Râul Ciu curge și el pe teritoriul Kârgâzstanului, înainte de a intra în Kazahstan.

### Climă
Clima variază de la regiune la regiune. Valea Fergana din sud-vest are un climat subtropical cu veri extrem de calde, cu temperaturi de 40 °C. Dealurile din nord au climă temperată, munții Tian Shan având climat alpin, similar celui polar în zonele cele mai înalte. În cele mai reci zone, temperaturile sunt sub zero timp de aproximativ 40 de zile iarna, și chiar unele zone deșertice au parte de ninsori în această perioadă a anului.

## Provincii și raioane
Kârgâzstanul este împărțit în șapte regiuni administrate fiecare de un guvernator numit de guvern. Capitala, Bișkek, și al doilea oraș principal, Oș, sunt orașe independente (shaar) cu statut egal cu cel al unei provincii.

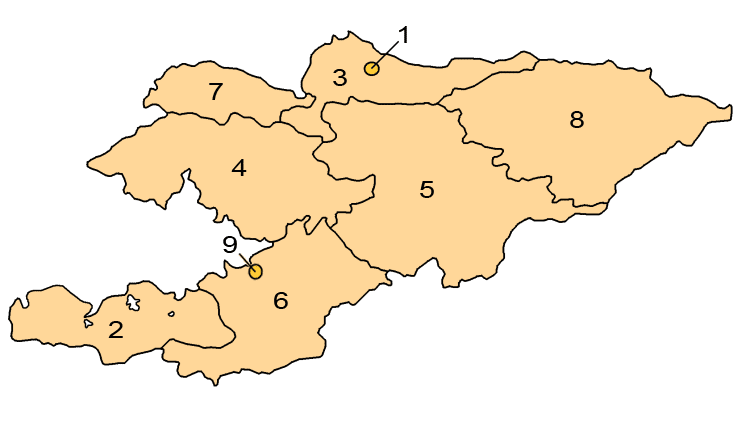
Provinciile Kârgâzstanului

Provinciile și orașele independente sunt după cum urmează:
1. Bișkek (oraș)
2. Batken
3. Ciui
4. Jalal-Abad
5. Narân
6. Oș (provincie)
7. Talas
8. Issâk-Kul
9. Oș (oraș)

Fiecare provincie este împărțită în mai multe raioane, administrate de oficiali numiți de guvern (akim). Comunele rurale (ayıl ökmötü), formate din până la 20 de sate, au propriii lor primari și consilieri locali aleși de comunitate.

### Enclave și exclave
Kârgâzstanul are o singură exclavă, micul sat Barak (627 locuitori), din Valea Fergana. Satul este înconjurat de teritoriu uzbec. El se află pe drumul dintre Oș (Kârgâzstan) și Khodjaabad (Uzbekistan) la aproximativ 4 km nord-vest de granița kârgâzo-uzbecă în direcția Andijan. Barakul face parte, administrativ, din raionul Kara-Suu din provincia Oș.
Există patru enclave uzbece în Kârgâzstan. Două dintre ele sunt orașele Soh (suprafața 325 km² cu 42.800 locuitori în 1993; 99% sunt tadjici, restul uzbeci) și Shohimardon (suprafața 90 km² și 5.100 locuitori în 1993; 91% din locuitori sunt uzbeci, restul kirghizi); celelalte două sunt mici teritorii din Chong-Kara (o fâșie de 3 km lungime și 1 km lățime) și Jangy-ayyl (un petec de pământ de 2–3 km diametru). Chong-Kara se află pe râul Soh, între granița cu Uzbekistanul și enclava Soh. Jangy-ayyl este la 60 km est de Batken, într-o proiecție spre nord a graniței kârgâzo-uzbece lângă Halmion.
Mai sunt două exclave care aparțin Tadjikistanului: Voruh (exclavă cu o suprafață de 95–130 km² și o populație între 23.000–29.000 locuitori, 95% tadjici și 5% kirghizi, în 17 sate), aflată la 45 km sud de Isfara pe malul drept al râului Karafșin, și o mică așezare lângă gara kirghiză Kairagaci.

## Economie
În ciuda susținerii din partea creditorilor occidentali, inclusiv a Fondului Monetar Internațional (FMI), a Băncii Mondiale și a Băncii Asiatice pentru Dezvoltare, Kârgâzstan a avut dificultăți economice după obținerea independenței. La început, ele au fost cauzate de destrămarea blocului comercial sovietic și de pierderea de piețe de desfacere, ceea ce a frânat tranziția spre o economie de piață.
Guvernul a redus cheltuielile, a oprit majoritatea subvențiilor și a introdus taxa pe valoarea adăugată. Kârgâzstan a aderat la Organizația Mondială a Comerțului (WTO) la 20 decembrie 1998.
Economia kirghiză a fost grav afectată de prăbușirea Uniunii Sovietice și de pierderea acestei vaste piețe. În 1990, aproximativ 98% din exporturile Republicii Kirghize erau către alte republici sovietice. Astfel, performanțele economice ale țării la începutul anilor 1990 au fost mai slabe decât orice altă republică sovietică, cu excepțiile Armeniei, Azerbaidjanului și Tadjikistanului, țări devastate de războaie. Întreprinderile și fermele de stat s-au prăbușit odată cu dispariția piețelor tradiționale din fosta URSS. După aceea, performanța economică s-a îmbunătățit ușor, rămânând însă dificultăți în echilibrarea balanței fiscale și în adecvarea serviciilor sociale.
Agricultura este un important sector economic în Kârgâzstan. La începutul anilor 1990, sectorul agricol privat aducea între o treime și o jumătate din unele produse. În 2002, agricultura reprezenta 35,6% din PIB și folosea aproape jumătate din forța de muncă. Relieful Kârgâzstanului este unul muntos, propice creșterii animalelor, care este principala activitate agricolă, rezultând o abundență de lână, carne și produse lactate. Plantele cultivate în țară sunt grâul, sfecla de zahăr, cartoful, bumbacul, tutunul, diverse legume și fructe. Mare parte din agricultură se practică manual sau cu animale de povară. Industria alimentară este o componentă-cheie a industriei.

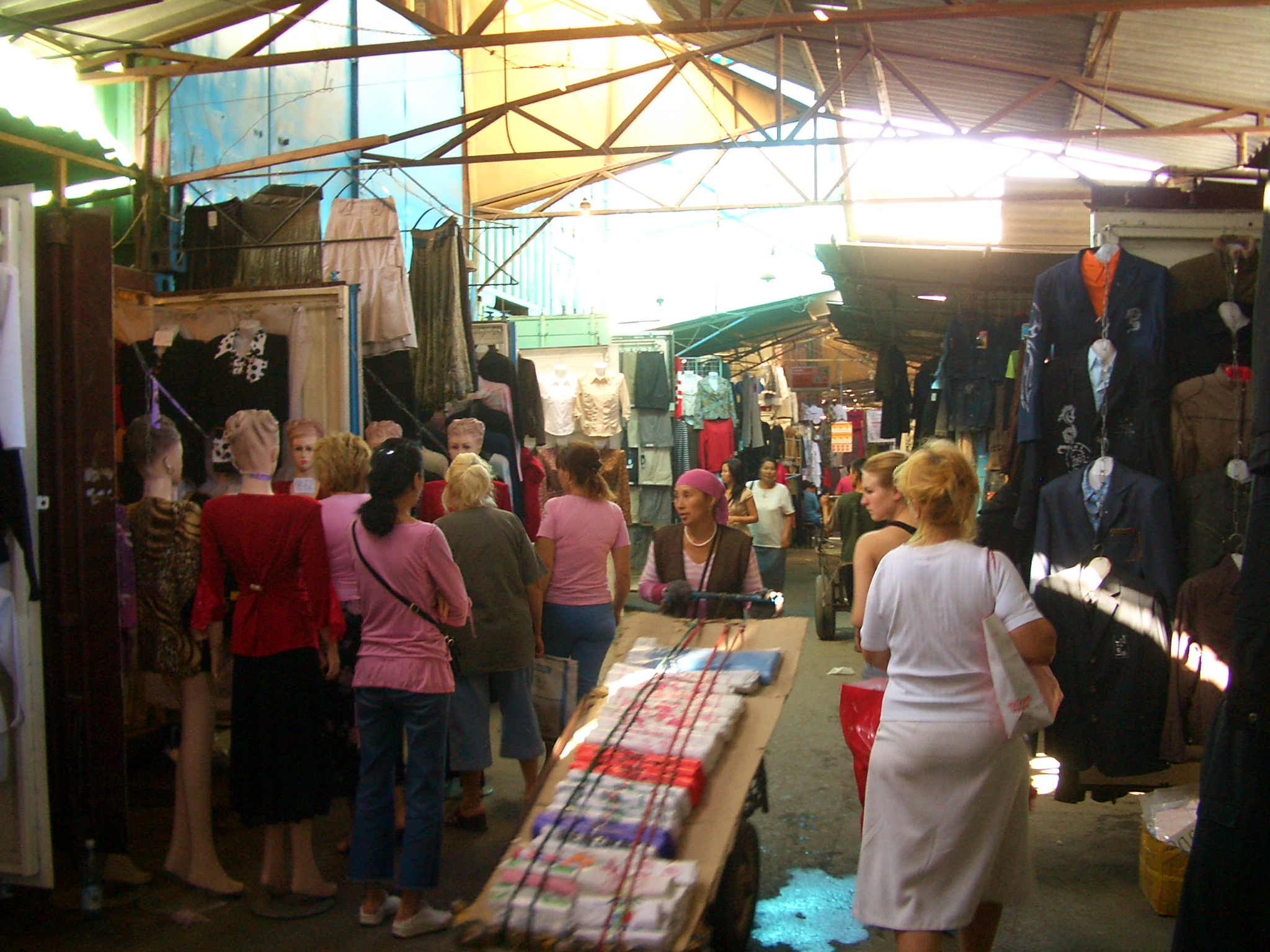
Bazarul Dordoy

Kârgâzstan are bogății minerale, dar resursele de petrol și gaze naturale sunt limitate, acestea provenind în principal din import. Printre resursele minerale se numără zăcăminte de cărbune, aur, uraniu, stibiu și alte metale. Metalurgia este o componentă industrială importantă. Guvernul a încurajat investițiile străine în extragerea și prelucrarea aurului. Resursele hidrografice semnificative și relieful muntos permit producția și exportul de energie hidroelectrică.
Principalele produse de export sunt mineralele neferoase, produse agricole și tricotaje, energie electrică. Țara importă petrol, gaze naturale, aliaje feroase, substanțe chimice, mașini, produse din lemn și hârtie, unele alimente și materiale de construcții. Printre principalii parteneri comerciali se numără Germania, Rusia, China, Kazahstan și Uzbekistan.

## Demografie

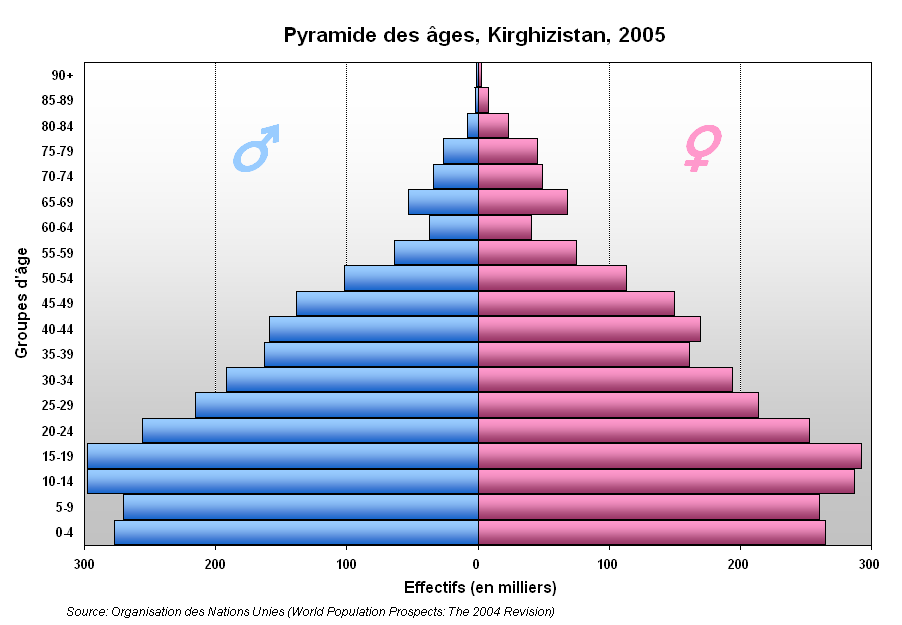
Piramida distribuției pe vârste în Kârgâzstan (2005)

Populația Kârgâzstanului este estimată la 5,2 milioane de locuitori în 2007. Dintre aceștia, 34,4% aveau vârste sub 15 ani și 6,2% peste 65 de ani. Țara este predominant rurală: doar o treime din populație trăiește în zone urbane. Densitatea medie a populației este de 29 de locuitori/km²).
Principalul grup etnic al țării îl reprezintă kârgâzii, un popor turanic, care reprezintă 69% din populație (în 2007). Principalele minorități sunt rușii (9%) concentrați în partea de nord a țării și uzbecii (14,5%) predominant în sud. Alte minorități mici sunt tătarii (1,9%), uigurii (1,1%), tadjicii (1,1%), kazahii (0,7%), și ucrainenii (0,5%).
Kârgâzstan și-a schimbat semnificativ componența etnică de la obținerea independenței. Procentajul de etnici kirghizi a crescut de la aproximativ 50% în 1979 până la aproape 70% în 2007, pe când procentajul de grupuri etnice europene (ruși, ucraineni și germani) și cel de tătari a scăzut de la 35% la 10%.
Kârgâzii erau păstori seminomazi, care trăiau în iurte și creșteau oi, cai și iaci. Această tradiție nomadă este continuată prin transhumanța practicată de familiile de păstori.

### Religie

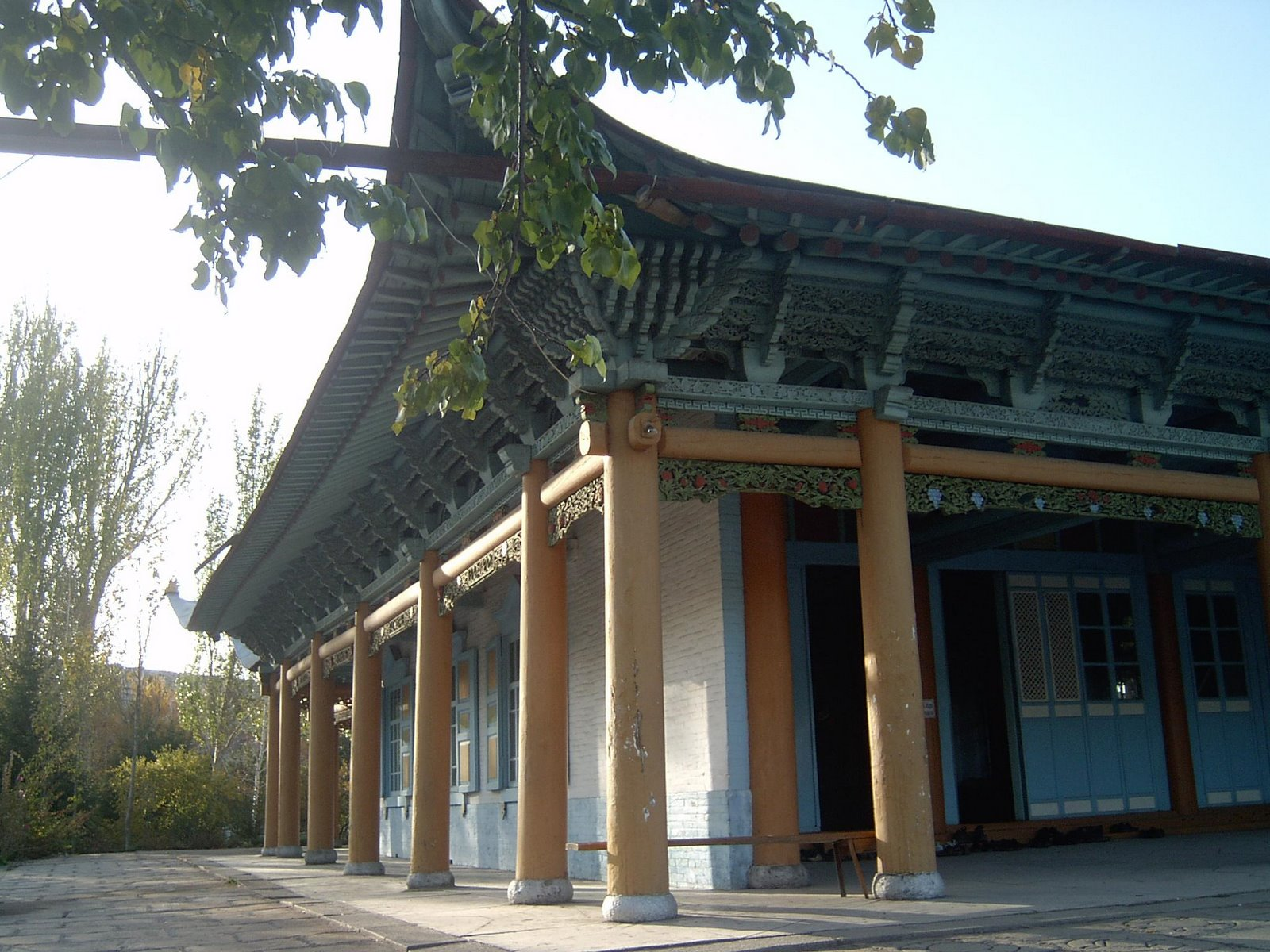
Moschee din Karakol

Populația Kârgâzstanului este formată în procent de 80% din musulmani, 17% ruși ortodocși și 3% alte religii.
În perioada sovietică, statul a încurajat ateismul. După aceea, Kârgâzstan a devenit stat secular, deși islamul a exercitat o influență crescândă în viața politică. Au existat mai multe tentative de incriminare a poligamiei și de a aranja călătorii gratuite în hajj (pelerinaj la Mecca) pentru oficiali. Kârgâzstan este o țară în care predomină islamul sunnit.
Deși mulți kirghizi care se declară musulmani nu sunt practicanți ai islamului, personalitățile publice și-au exprimat suportul pentru promovarea valorilor religioase. De exemplu, avocatul pentru drepturile omului Tursunbay Bakir-Ulu a observat: „În această eră a independenței, nu este de mirare această întoarcere la rădăcinile spirituale, nu doar pentru Kârgâzstan, ci și pentru alte republici postcomuniste. Ar fi imoral să dezvoltăm o societate de piață fără o dimensiune etică.”
Bermet Akaeva, fiica lui Askar Akaev, fostul președinte al Kârgâzstanului a afirmat în iulie 2007 într-un interviu că islamul prinde rădăcini în țară. Ea a pus accent pe faptul că s-au construit multe moschei și pe faptul că mulți kirghizi sunt din ce în ce mai înclinați spre a-și dedica viețile Islamului, ceea ce, în opinia ei, „nu este un lucru rău în sine. Ne păstrează societatea mai morală, mai curată”.

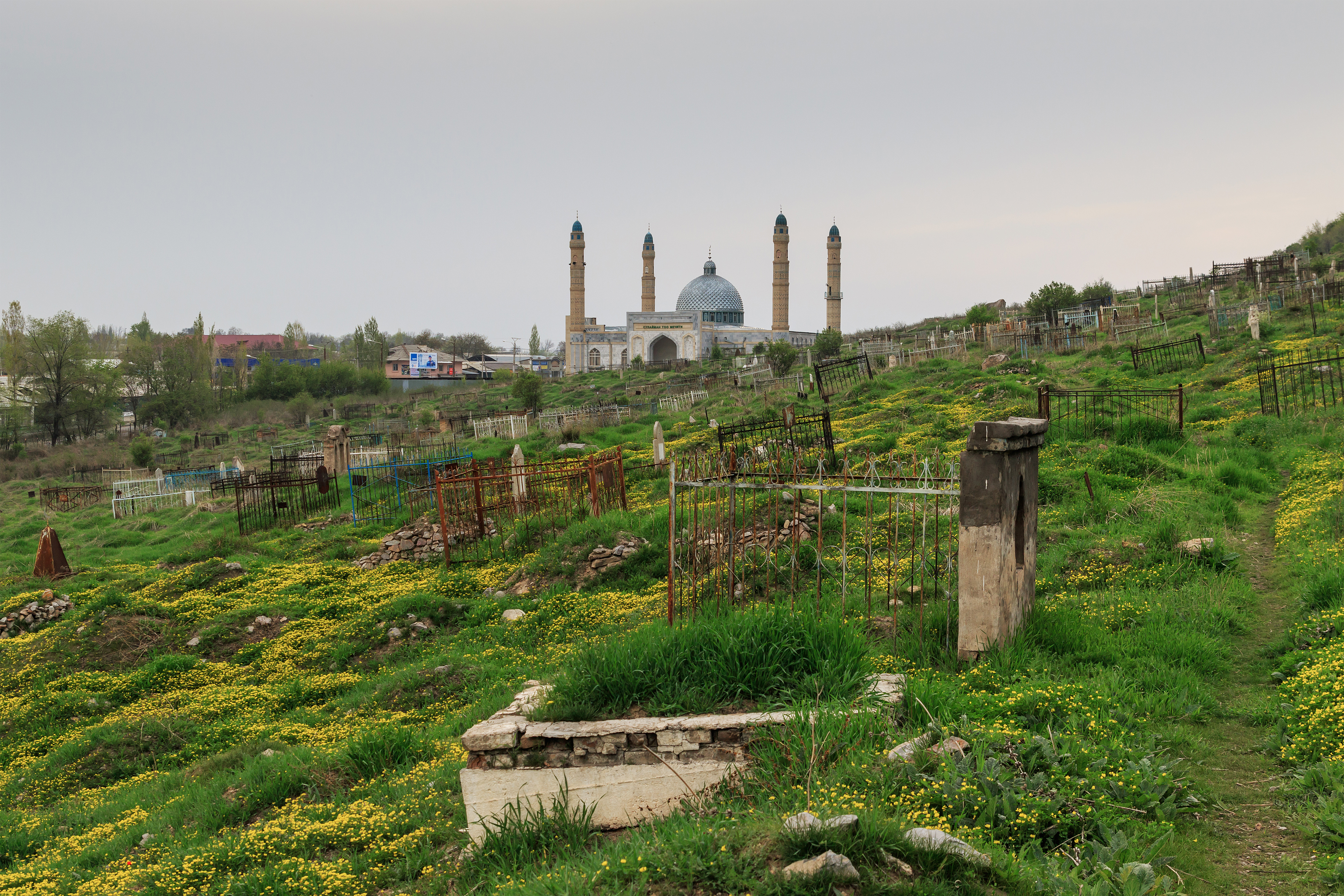
Cimitir musulman

Cealaltă mare religie practicată în Kârgâzstan este creștinismul ortodox, practicat mai ales de ruși și ucraineni. O mică minoritate de germani practică luteranismul, anabaptismul și romano-catolicismul.
Mai există și câteva tradiții animiste, precum și influențe din budism, cum ar fi legarea steagurilor de rugăciune de copaci sacri, deși această practică este văzută și ca provenind din islamul sufist.
La 6 noiembrie 2008, parlamentul kirghiz a adoptat o lege prin care a ridicat pragul minim de aderenți pentru recunoașterea unui cult religios de la 10 la 200. De asemenea, aceeași lege incrimina „acțiunile agresive cu scop de prozelitism”, a interzis activitățile religioase în școli și activitățile religioase ale organizațiilor neînregistrate.

## Patrimoniu mondial UNESCO
"Muntele Sfânt" Sulamain-Too a fost înscris în anul 2009 pe lista patrimoniului mondial UNESCO.